# Parsberg (Adelsgeschlecht)

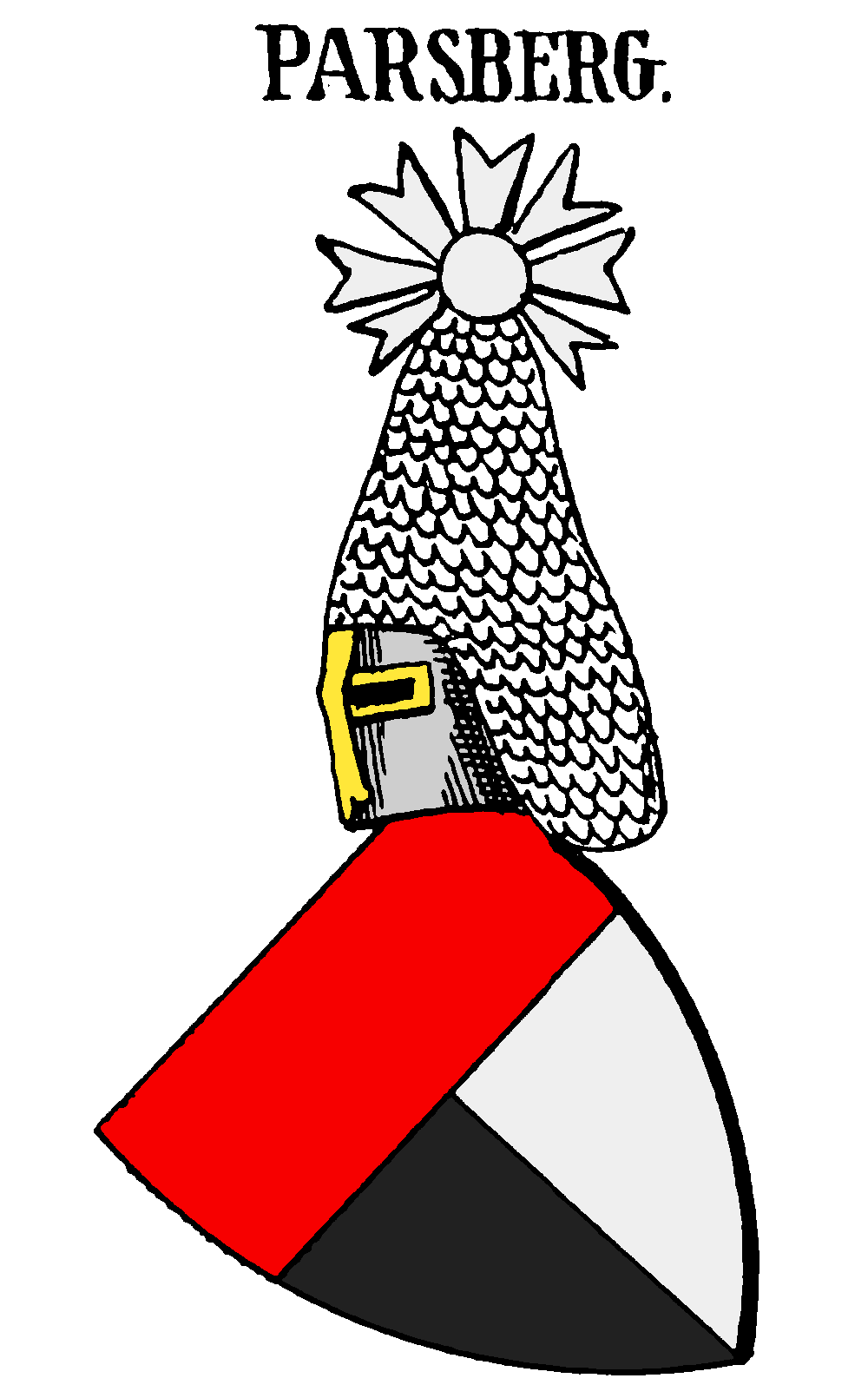
Wappen nach dem Siegel des Dietrich (1) von Parsberg (Verkaufsurkunde von 1298)

Parsberg ist der Name eines bayerischen Adelsgeschlechts, das 1730 in der bayerischen männlichen Linie ausgestorben ist.

## Geschichte

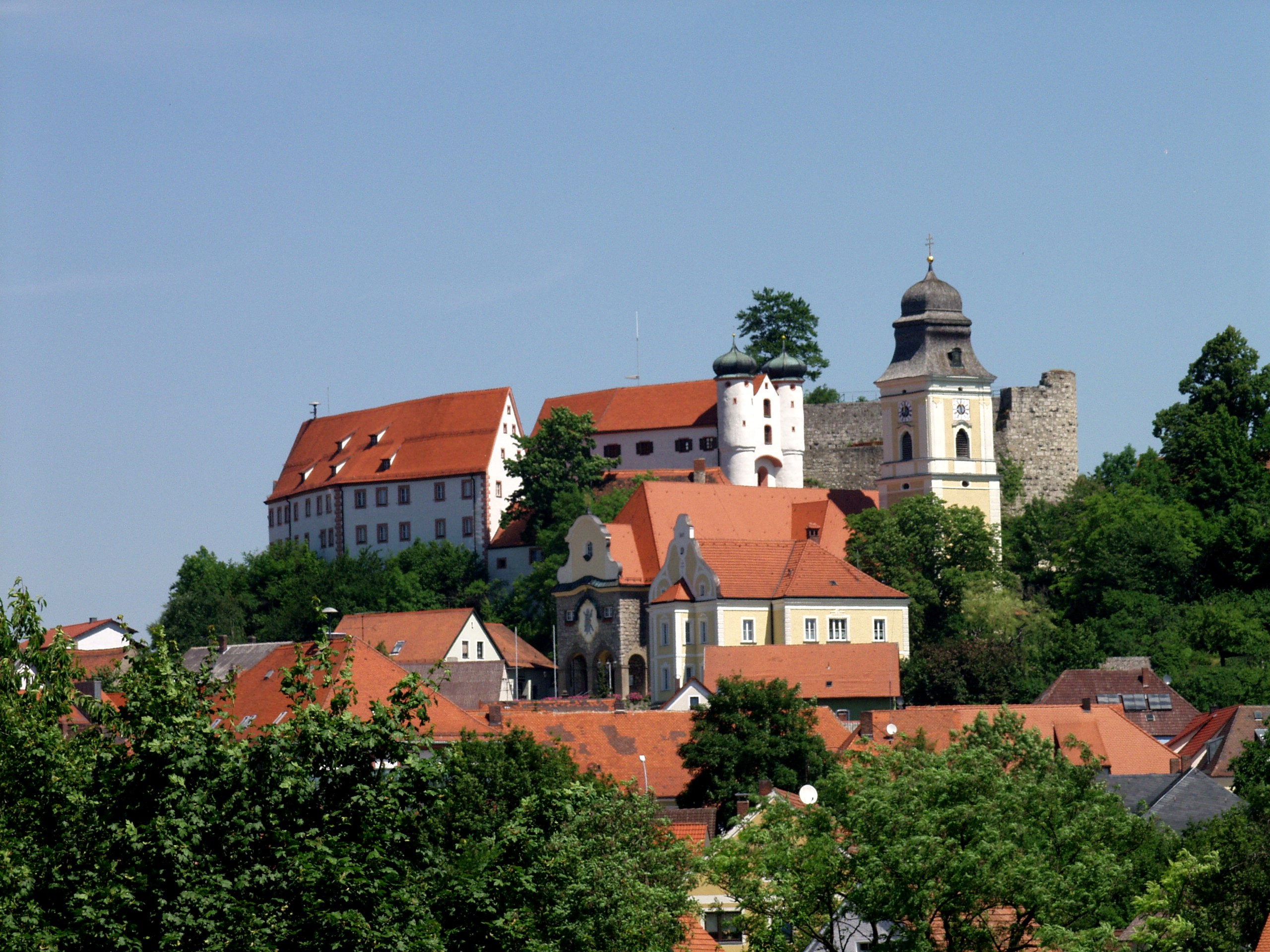
Burg Parsberg

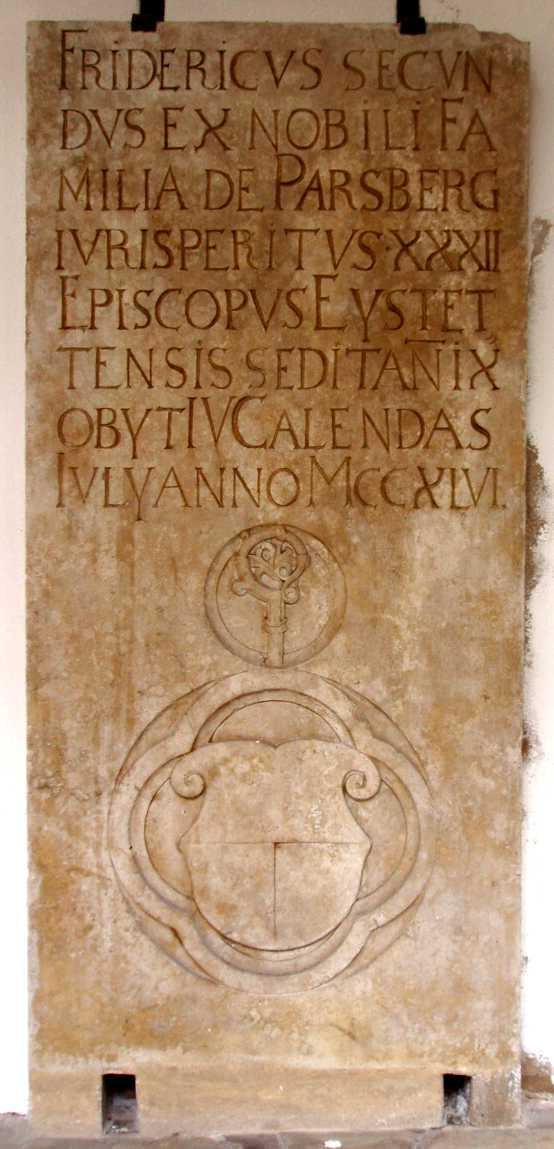
Grabstein des Eichstätter Bischofs Friedrich II. von Parsberg

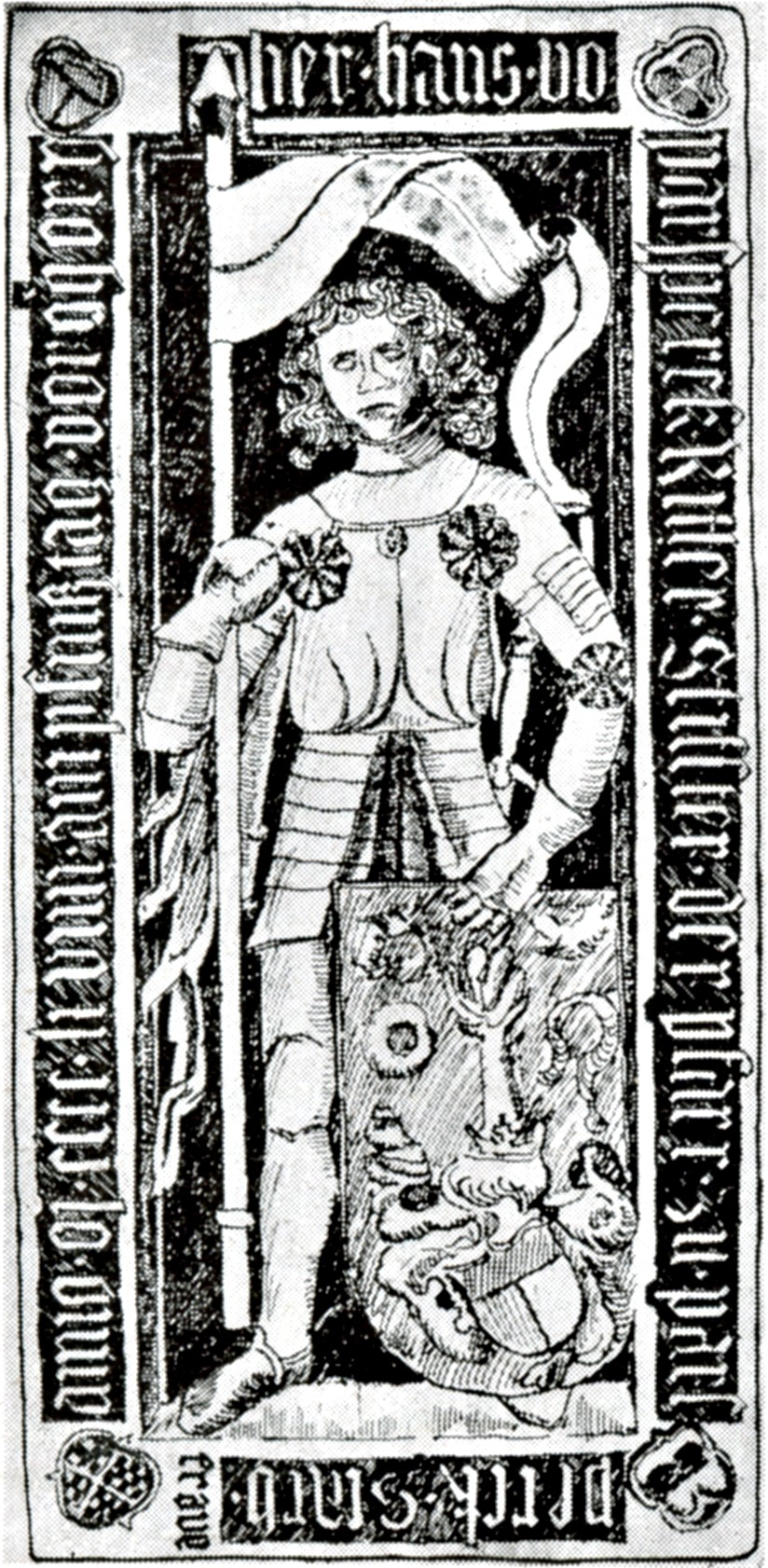
Grabstein des Ritters Hans von Parsberg in der Parsberger Pfarrkirche

### Ursprung und Stammsitz
Die Familie von Parsberg ist ein bayerisches Adelsgeschlecht (siehe auch Liste bayerischer Adelsgeschlechter). Namensgebender Stammsitz ist Parsberg im Landkreis Neumarkt in der Oberpfalz. Unter den Herren von Parsberg gab es einige, die überörtliche Bedeutung erlangt haben und zwar im weltlich-herrschaftlichen Verwaltungsbereich, im kirchlichen und im militärischen Bereich.

### Parsberger Adelige im weltlichen Verwaltungsdienst
Während die Burg Parsberg erstmals 1205 urkundlich erwähnt wurde, stammt die älteste bekannte Urkunde, in der das Parsberger Geschlecht verbrieft ist, vom 30. November 1224. In dieser Urkunde fungiert Hainricus de Bartisperc in Regensburg als Vertreter des Parsberger Geschlechts neben Konrad von Rackendorf und anderen Ministerialen als Zeuge.
Die nächste Erwähnung in einer Urkunde stammt von 1238, in der ein Cunradus de Parsperc ebenfalls als Zeuge in Erscheinung tritt; diesmal allerdings für die Bischofsstadt Eichstätt. Konrad war möglicherweise ein Bruder des in der Urkunde von 1224 genannten Heinrich.
Dass die Parsberger in diesen beiden Urkunden als Zeugen geladen waren, zeigt, dass sie zu dieser Zeit bereits zur regionalen Führungsschicht zählten, die bei wichtigen Rechtsgeschäften an den Brennpunkten des herrschaftlichen Geschehens der Region, also in Regensburg und Eichstätt, immer hinzugezogen worden sind. Ab dieser Zeit sind die Herren von Parsberg kontinuierlich weiter zu verfolgen. Vor allem nach der ersten Landesteilung in Bayern von 1255 schieben sie sich unter den Herzögen Ludwig II. dem Strengen und Rudolf I. für ein halbes Jahrhundert sogar deutlich in den Vordergrund. Sie gehörten für zwei Generationen zu den wichtigsten Gefolgsleuten der Landesherren im Teilherzogtum Oberbayern und treten als Ministeriale in deren Diensten auf.
Am deutlichsten ist dies in einem Eichstätter Lehenbuch vom Beginn des 14. Jahrhunderts vermerkt; das Werk nennt die Parsberger unter den homines ducis Bavariae, also unter den Gefolgsleuten des Herzogs von Bayern. Sie werden während des Spätmittelalters immer zum bayerischen Landadel gezählt.
Ritter Heinrich (2) von Parsberg bekleidete 1278, 1286 und 1287 mit dem Amt des Reichsschultheißen von Neumarkt im Umkreis der wichtigen Reichsburg Nürnberg und der damit verbundenen Reichsherrschaft Neumarkt eine sehr hohe Position und wird in mehreren Urkunden als Spitzenbürokrat genannt (1294 Viztum zu Burglengenfeld). Der Reichsschultheiß vertrat den meistens abwesenden König bzw. Kaiser, dessen Interessen und die Interessen des Reiches.
Konrad (2) von Parsberg muss, nachdem er in Urkunden einen Magistertitel führte, ein Studium absolviert haben. Der mittelalterliche Titel des Magisters entspricht heute in etwa einem Doktortitel. Eine derartige Ausbildung ist für einen Adeligen in dieser Zeit sehr ungewöhnlich, zumal es zu dieser Zeit im ganzen Reich noch keine hohe Schule oder Universität gab. Adelige lernten zu dieser Zeit üblicherweise Fechten, Kämpfen, Reiten, Tanzen… aber sie studierten nicht. Wo Konrad (2) studiert hat, ist leider nicht mehr feststellbar. Nach Meinung von Alois Schmid ist hier am ehesten an eine Ausbildung in Italien zu denken.
Er war in vier Diözesen, nämlich in Eichstätt, Regensburg, Freising und Augsburg, reich bepfründet, hatte mehrere Kanonikate und Pfarreien in seinen Händen und wurde Domkanoniker, Archidiakon und Erzpriester in Eichstätt. So bekleidete er in typisch mittelalterlicher Manier eine Vielzahl von Ämtern, wobei v. a. die Einnahmen aus diesen interessierten. Diese Ämter übte er nicht alle gleichzeitig und persönlich aus, sondern ließ diese, wie damals vielfach üblich, von schlecht besoldeten Hilfsgeistlichen betreuen. Im Bistum Regensburg war er als Domdekan in leitender Funktion tätig.
Konrad (2) von Parsberg muss mit dem Anhäufen von Pfründen sehr erfolgreich gewesen sein mit einem bemerkenswert weit gespannten Aktionsradius. Er muss dabei derart erfolgreich gewesen sein, dass schließlich sogar der Heilige Stuhl in Rom darauf aufmerksam wurde und ihn zur Rückgabe einiger dieser Pfründen aufforderte, was er schließlich auch tat.
Konrad (2) stand aber auch im Dienste des Herzogs Rudolf I. und bekleidete wichtige Funktionen im Umfeld des Herzogshofes. Der Parsberger ist zwischen 1281 und 1313 in immerhin 36 Herzogsurkunden belegt. 1295 heißt es z. B. dass er „Concilianius“ des Herzogs gewesen sei, also Rat des Herzogs. Eine andere Urkunde nennt ihn „Officialis“ (Amtsmann bzw. Amtsträger). An anderer Stelle wird er als „Hofkaplan“ mit Sonderaufgaben geführt; clericus specialis heißt es in dieser Urkunde. 1296 nennt ihn Herzog Rudolf I. Electus familiaris (seinen lieben Vertrauten). Schließlich stieg Konrad zum Protonotar des Herzogs Rudolf I. von Oberbayern auf.
Diese Position stellte den Höhepunkt von Konrads Laufbahn im Dienste des Herzogs dar. Der Protonotar war der Vorstand der herzoglichen Kanzlei, die die Verwaltungsgeschäfte abwickelte. Er sorgte für die ordnungsgemäße Ausfertigung der erforderlichen Papiere und Urkunden. Diese wurden inhaltlich von einem Notar vorformuliert und von einem Schreiber formal angefertigt. Der Protonotar hatte den Text zu überprüfen, zu korrigieren, zu verbessern und trug schließlich die Verantwortung gegenüber seinem obersten Dienstherren für die inhaltliche und formale Richtigkeit der fertigen Schrift. Am ehesten kann man die Position eines damaligen Protonotars heute mit dem Chef der Staatskanzlei vergleichen; dies war also ein äußerst wichtiges Amt.
In dieser Position ist Konrad von Parsberg immerhin in 18 Rechtsdokumenten belegt. Er bekleidete dieses Amt über einen längeren Zeitraum: Die erste heute noch bekannte Urkunde, in der Konrad als Protonotar tätig war, stammt von 1295, die letzte von 1310.
Er nutzte seine hohe Position auch für die Versorgung seiner unmittelbaren Verwandtschaft aus. So konnte er seine beiden Brüder Heinrich und Dietrich von Parsberg in hohe Positionen bringen. Beide Brüder bekleideten um 1300 das Amt eines Viztums (lat. Vicedominus), waren also Stellvertreter des Herzogs Rudolf I. Ein Viztum entspricht heute in etwa dem Amt eines Regierungspräsidenten. Im damaligen Oberbayern gab es nur zwei solche Viztume, die somit beide von Parsbergern besetzt waren. Jeder hatte in etwa eine Hälfte des Herzogtums zu verwalten. Einer hatte seinen Sitz in München, der andere in Burglengenfeld.
Herzog Rudolf I. befand sich von etwa 1308 bis 1317 nahezu ständig im Streit mit seinem zwölf Jahre jüngeren Bruder Ludwig IV. „dem Bayern“, der ihn schließlich 1317 endgültig von der politischen Bühne verdrängte. Rudolf musste das Feld räumen, sodass die Parsberger Konrad (2), Heinrich (2) und Dietrich (1) nach 1310 keine Führungspositionen im Herzogtum Oberbayern mehr bekleideten. Parsberg war einer der wichtigsten Herrschaftspunkte Rudolfs I. gewesen. So verwundert es nicht, dass (vermutlich) 1315 der Stammsitz dieser Parsberger, die Burg Parsberg, im Rahmen dieser auch militärisch ausgetragenen Auseinandersetzung durch Ludwig den Bayern schwer beschädigt oder gar zerstört wurde. Mit der gleichen Treue, wie die Parsberger Rudolf I. dienten, waren sie nach 1317 dem 1314 zum deutschen König aufgestiegenen Ludwig dem Bayern untertan, was dieser mit der Reichsunmittelbarkeit belohnte (Die zugehörige Urkunde von 1326 wird heute allerdings als Fälschung aus dem 15. Jahrhundert angesehen.)
In der bayerischen Landesverwaltung des 14. Jahrhunderts findet man die Parsberger nicht mehr in vergleichbar hohen Positionen. Es dauerte bis zum Beginn des 15. Jahrhunderts, bis das Parsberger Geschlecht wieder an ihre frühere Bedeutung anknüpfen konnte.
Im Jahre 1438 stieg der wittelsbachische Landesherr der „Oberen Pfalz“, Christoph von Pfalz-Neumarkt, zum Unionskönig von Dänemark, Schweden und Norwegen auf. Bereits 1439 traf man Vorsorge für den Fall, dass Christoph das Erbe in Pfalz-Neumarkt antreten würde, und verfügte, dass in diesem Fall Hans (2) von Parsberg die Statthalterschaft in Pfalz-Neumarkt übernehmen sollte. Diese Verfügung ist dann auch wirklich ausgeführt worden. Hans (2) von Parsberg übernahm 1443 zusammen mit dem ihm verwandten Martin von Wildenstein die Statthalterschaft in Pfalz-Neumarkt und wurde dadurch der Stellvertreter des Königs in dessen Stammland in der Oberpfalz bis 1447. Zu dieser Zeit gehörten Christoph (1) von Parsberg und Werner (2) von Parsberg zu dem von Christof af Bayern, wie dieser in Skandinavien genannt wurde, installierten oberpfälzischen Hofrat in Dänemark. Die Parsberger spielten also wieder eine wichtige Rolle.
Mitglieder des Parsberger Geschlechts, nämlich Christoph (1) und Werner (2) von Parsberg, wurden von diesem König Christoph mit nach Skandinavien genommen, um diesem bei der Verwaltung zur Hand zu gehen. Während Christoph (1) von Parsberg nach dem Tod des Königs 1447 wieder in die Heimat zurückkehrte, hatte Werner (2) von Parsberg mittlerweile im Norden geheiratet und begründeten so in Dänemark die dänische Linie des Parsberger Geschlechts. Noch heute gibt es dort Spuren der Parsberger zu finden, z. B. in Schloss Gavnø oder Straßen, die nach Parsberg benannt wurden („Parsbergsvej“), wie Herr August Pokolm bei einer Studienfahrt nach Dänemark dokumentiert hat.
Im mittleren 15. und im 16. Jahrhundert dienten die Parsberger den Wittelsbachern, die nun nicht mehr nur den bayerischen Linien, sondern jetzt auch der pfälzischen Linie angehörten und stärker nach Heidelberg ausgerichtet waren. In der Pfalz-Neuburgischen Landesverwaltung begegnen uns die Parsberger ebenfalls in verschiedenen Ämtern, allerdings nicht mehr in so hohen, sondern nur noch in Ämtern auf einer mittleren Ebene. Es zeichnete sich ein deutlicher Rückgang der Bedeutung des Parsberger Geschlechts nach 1554 ab. Es bleibt allerdings anzumerken, dass Haug (2) von Parsberg nicht nur zeitweise Pfalz-Neuburgischer Landschaftsmarschall war, sondern auch Schultheiß von Nürnberg 1548-1554. In dieser Eigenschaft war er einer der Truppenführer des Nürnberger, Bamberger und Würzburger Kontingents im Zweiten Markgrafenkrieg.
Parsberger Adelige im Dienste der Kirche
Manfred Jehle schrieb wörtlich Folgendes in der unten genannten Quelle zu Bischof Friedrich von Eichstätt:

„Bischof Friedrich von Eichstätt (1237–1246) aus dem Geschlecht der Parsberger wurde zugleich nach Beratzhausen benannt. Die Einträge im Pontificale, die von Konrad von Kastl und dem Notar Thomas verfasst wurden, nennen ihn Fridericus de Parsperch; daneben wird im Pontificale das Wappen der Parsberger wiedergegeben. Hingegen wird der Bischof in einer Urkunde aus dem Jahre 1259 nach Beratzhausen benannt, und in der Aufstellung der seit Bischof Hartwig verstorbenen Kanoniker auf der Rückseite des letzten Blattes des Pontificale erscheint Fridericus episcopus de Perharteshusen. Vor der Ernennung Friedrichs zum Bischof wird in den dreißiger Jahren wiederholt ein Kanoniker Friedrich von Beratzhausen in Eichstätt genannt, der offensichtlich identisch ist mit dem späteren Bischof.“

Friedrich ist der einzige Parsberger, der zugleich nach Beratzhausen benannt wurde. Daraus leitet Jehle ab, dass die Parsberger ihren Ursprung wohl in Beratzhausen hatten und wahrscheinlich noch zu dieser Zeit durch Herzog Ludwig oder Herzog Otto mit der Burg Parsberg belehnt wurden.
An dieser Stelle soll auch nochmals auf den im Abschnitt „Parsberger Adelige im weltlichen Verwaltungsdienst“ beschriebenen Konrad von Parsberg verwiesen werden, der sowohl im weltlichen als auch im kirchlichen Dienst stand. Nicht vergessen sollte man auch Friedrich (4) von Parsberg, der 1437-1449 Bischof von Regensburg war, sowie zahllose Parsberger Domherrn im Bistum Regensburg.

### Parsberger Adelige im Militärdienst
Haug (2) von Parsberg war zunächst im pfälzischen Dienst, doch muss er bald ins kaiserliche Lager gewechselt sein. 1529 nahm er im Dienst Kaiser Karls V. unter dem Kommando von Pfalzgraf Phillip von Pfalz-Neuburg an der Abwehr der Türken vor Wien teil (siehe Erste Wiener Türkenbelagerung). 1535/36 war er am Reichskrieg gegen Frankreich beteiligt. 1552 kämpfte er im Reichsheer bei der Belagerung von Metz. Im Dienste der Reichsstadt Nürnberg führte er 1553–54 deren Kontingent im Zweiten Markgrafenkrieg gegen Markgraf Albrecht II. Alkibiades von Brandenburg-Kulmbach an. Er bekleidete von 1548 bis zu seinem Tod 1554 das Amt des Reichsschultheißen der Stadt Nürnberg. Haug (2), die auf militärischem Gebiet vielleicht bedeutendste Persönlichkeit des Parsberger Geschlechts, starb Anfang Mai 1554 in Haßfurt an den Folgen eines Lanzenstichs, den er bei einer Meuterei im Feldlager vor Schweinfurt bekommen hatte. Sein Epitaph kann in der Pfarrkirche von Parsberg rechts vom Altar bewundert werden (links vom Altar befindet sich das Epitaph von Hans (2) von Parsberg; siehe Abbildung oben).

### Nachkommen der Parsberger heute
Bis zum 22. Juni 2010 galt das Parsberger Geschlecht in der dänischen Linie als seit 1730 wahrscheinlich erloschen. Inzwischen weiß man, dass die dänische Linie über einen illegitimen Sohn des Christian von Parsberg zu Lynderup und Eskjaer (1649-nach 1721) in Dänemark und den USA fortbesteht. Die lothringische Linie endete um 1530, der nordfranzösische Zweig der Marquis de Partz de Pressy im männlichen Zweig 1974. Der belgische Zweig der Vicomte de Partz de Courtray besteht im Raum Brüssel weiter. Nachkommen in weiblicher Linie gibt es zahllose.

## Persönlichkeiten
- Friedrich (2) von Parsberg, Bischof von Eichstätt 1237–1246
- Elisabeth von Parsberg, Äbtissin des Stiftes Obermünster in Regensburg 1347-1364
- Anna (1) von Parsberg, Äbtissin des Klosters Pielenhofen 1370-1384 (Schwester von Hans (1))
- Anna (2) von Parsberg, Äbtissin des Klosters Pielenhofen 1387-1395 (Tochter von Hans (1))
- Osanna von Parsberg, 21. Äbtissin des Klosters Hohenwart 1400-1430
- Hans (2) von Parsberg, 1443-1447 Statthalter von Pfalz-Neumarkt unter Christoph von Pfalz-Neumarkt, König von Dänemark, Schweden und Norwegen
- Christoph (1) von Parsberg zu Lupburg, 1439-1447 Kammermeister (= Finanzminister) des Unionskönigs Christoph III. von Dänemark, Schweden, Norwegen
- Friedrich (4) von Parsberg, Bischof von Regensburg 1437–1449
- Werner (1) von Parsberg zu Lupburg, Reichsschultheiß von Nürnberg 1442-1455, Ritter
- Werner (2) von Parsberg zu Lupburg,  1439-1448 Berater und Lehensmann des Unionskönigs Christophs III., 1448-1484 Reichsrat und Gesandter des Unionskönigs Christian I. von Dänemark, Schweden und Norwegen
- Wolf (1) von Parsberg, Reichsschultheiß von Nürnberg 1492-1499
- Haug (2) von Parsberg und Lupburg, Obrist im Zweiten Markgrafenkrieg 1553/54, Anführer der Truppen von Nürnberg, Bamberg und Würzburg, Reichsschultheiß von Nürnberg 1548-1554
- Manderup Parsberg (1546–1625), dänischer Reichsrat und königlicher Gesandter
- Francois-Joseph-Gaston de Partz de Pressy, Bischof von Boulogne-sur-Mer 1743-1789
- Adolphe de Partz de Pressy, 5. Marquis d' Equirre (1819–1918), Mitglied der franz. Nationalversammlung 1871-1876, Abgeordneter der 3. Republik 1876-1881 und 1885-1889
- Charles-Francois de Partz, Vicomte de Courtray (1695–1756), ab 1730 stellv. Generalstaatsanwalt beim Großen Rat von Mechelen in den habsburgischen Niederlanden

## Wappen
Blasonierung: Das Wappen nach Grünenbergs Wappenbuch und nach Siebmacher zeigt den Schild geteilt, oben Rot, unten gespalten von Schwarz und Silber (Weiß); die Helmdecken sind Rot und Schwarz; die gekrönte Helmzier ist ein hochgestelltes von einer weiteren Krone gefasstes kugelförmiges Objekt aus Federn.
Blasonierung: Das Wappen nach Scheiblersches Wappenbuch zeigt den Schild geteilt, oben gespalten von Silber und Rot, unten Schwarz; die Helmdecken sind Rot und Schwarz; die gekrönte Helmzier ist ein hochgestelltes von einer weiteren Krone gefasstes kugelförmiges Objekt aus Federn. Das Wappen im Scheiblerschen Wappenbuch ist offenkundig falsch!
Wappengeschichte: Das Parsberger Wappen findet sich zum ersten Mal im Pontifikale Gundekarianum der Eichstätter Bischöfe, das noch im 13. Jahrhundert angefertigt wurde. Man beachte den Unterschied des Wappens von Scheibler und dem Wappen bei Grünenberg, Siebmacher, den alten Grabsteinen und bei der Stadt Parsberg: Es ist geteilt; oben rot, unten gespalten von Schwarz und Silber. Das Wappen im Scheiblerschen Wappenbuch ist falsch, wie sich anhand vieler Urkundensiegel und z. B. des Totenschildes von 1455 von Werner (1) in St. Lorenz, Nürnberg, belegen lässt.

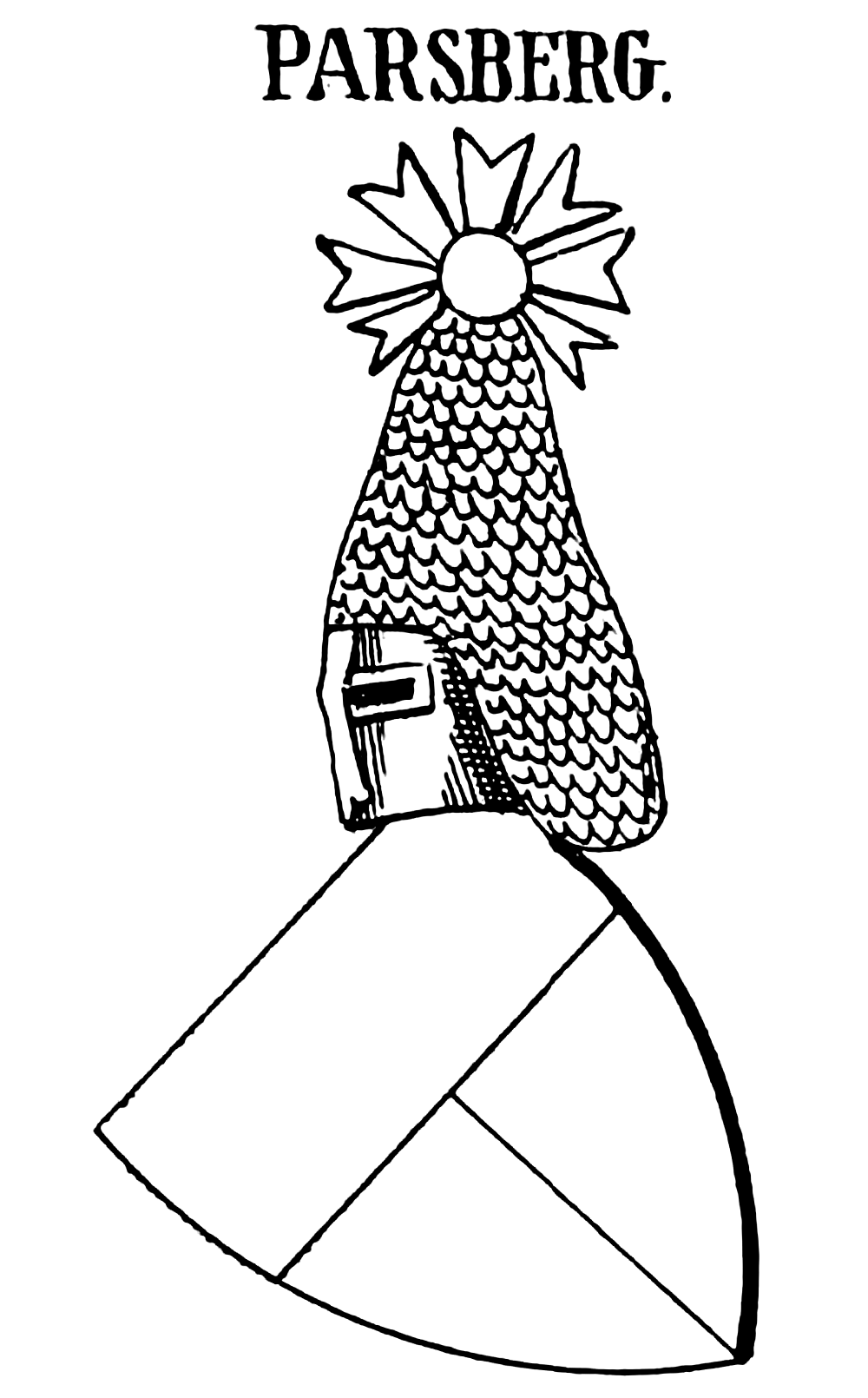
Wappen/Siegel von Dietrich (1) von Parsberg (Verkaufsurkunde Liebenstein von 1298)
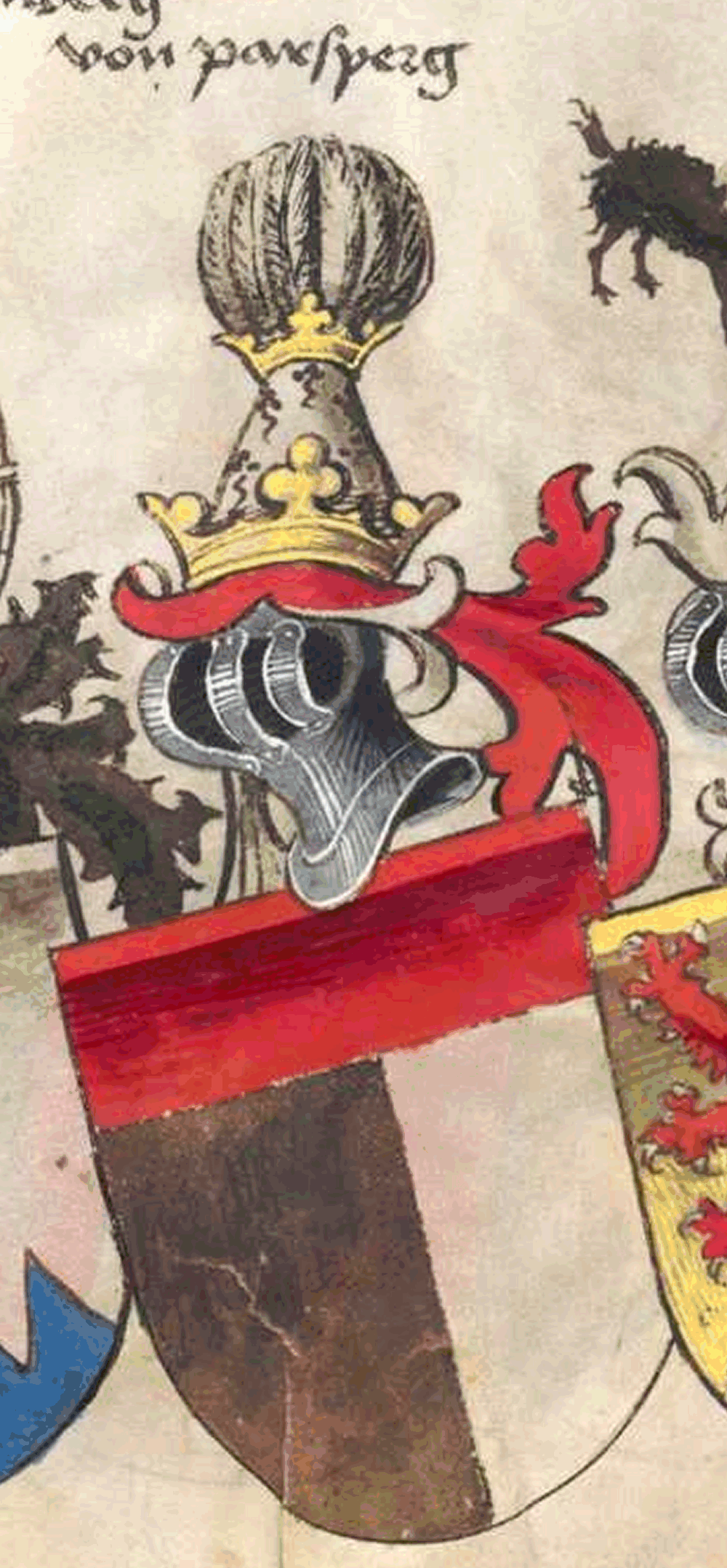
Wappen derer von Parsberg, nach Konrad Grünenbergs Wappenbuch, Bayern, ca. 1480
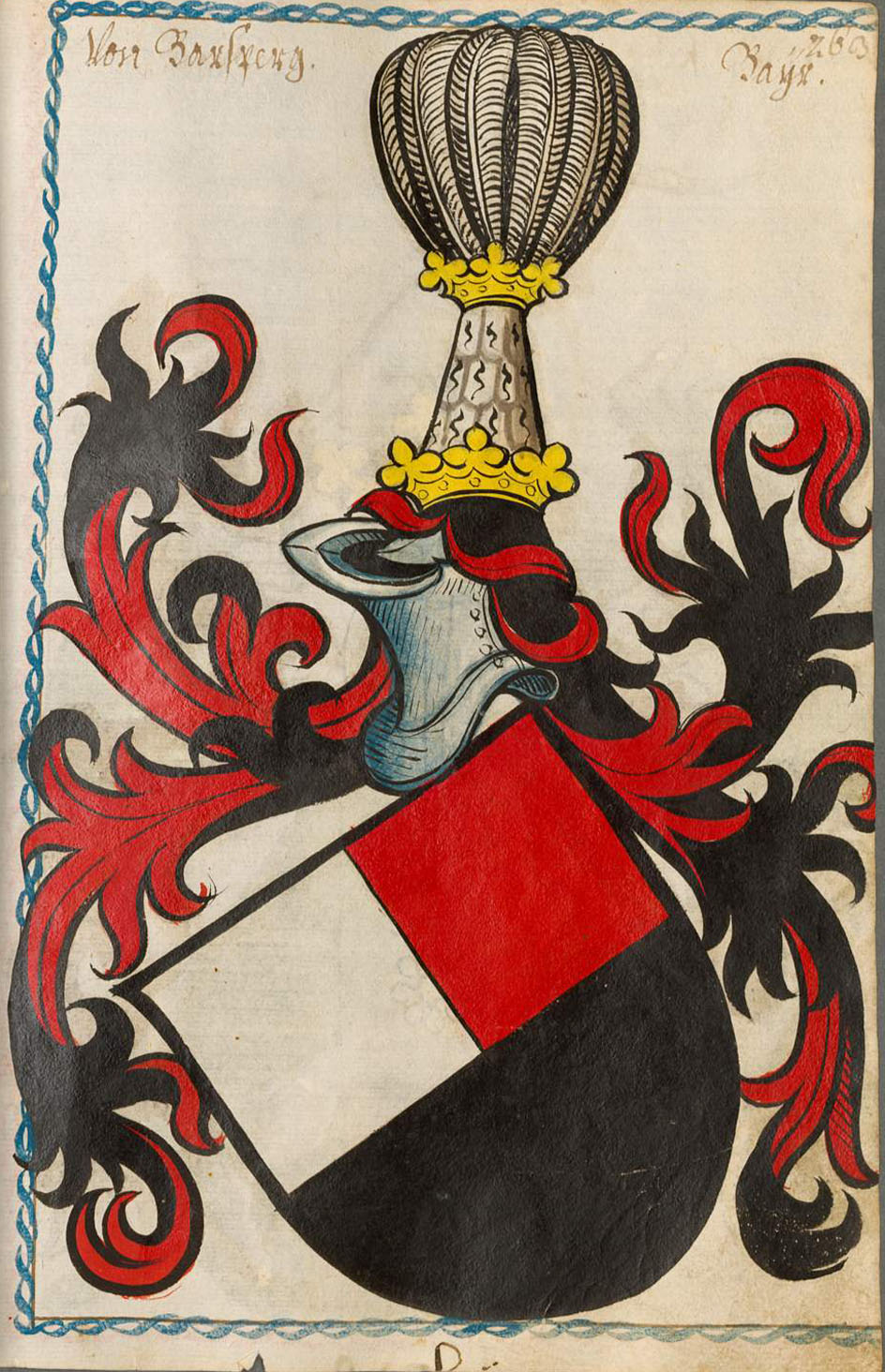
Falsche Variante des Wappens der bayerischen Parsberger nach dem Scheiblerschen Wappenbuch, zwischen 1450 und 1580
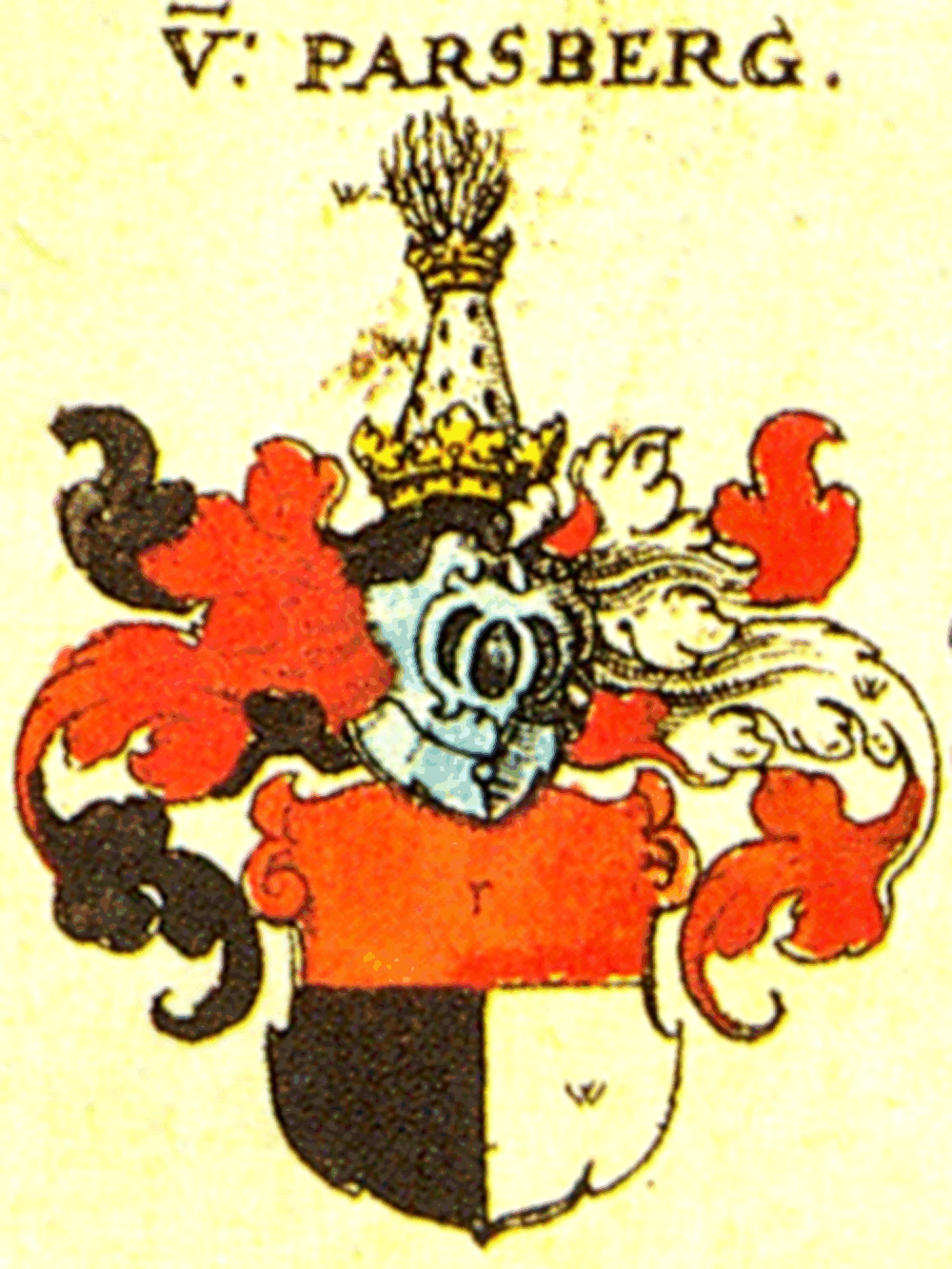
Wappen derer von Parsberg, nach Siebmacher 1605

## Stammliste der Herren von Parsberg (die folgende Aufstellung entspricht nicht mehr vollständig dem Kenntnisstand von 2025!)
- Hermann von Partsberch (1235 genannt) Nennung aus dem 12. Jh. sind den nicht verwandten Pastbergern aus Parsberg bei Miesbach zuzuordnen.
  - Frama (Wolfram)
  - Ulrich
- Heinrich I. von Bartisperc (1224 genannt) –   Friedrich II., Bischof von Eichstätt 1237-1246
  - Konrad I.  (1275 genannt)
    - Konrad II. (genannt 1283 - † nach 1316), Domherr zu Eichstätt, Domdekan zu Regensburg, Pronotar Herzog Rudolfs I.

  - Heinrich II.  (1270-1282, 1305 genannt), Schultheiß von Neumarkt
    - Heinrich III. (genannt 1311)
    - Konrad III., um 1330 verheiratet mit Clara Stromer von Reichenbach (Nürnberg)
    - Margreth (* um 1250 - † nach 1309), verheiratete Waldstromer (Nürnberg)
    - Dietrich I. (vielfach zwischen 1283 und 1317 genannt; danach wahrscheinlich schon Dietrich (2); Kauf der Burg Löweneck und Etterzhausen 1312, Teilnahme an der Schlacht von Gammelsdorf 1313
      - Dietrich II. (genannt 1323–1347), Vater von Dietrich III. (genannt 1350–1403) und den Positionen 5,6 - die Darstellung entspricht nicht mehr dem aktuellen Kenntnisstand von 2023!
      - Friedrich III., Deutscher Ordens-Comtur (Obermässing), Pfarrer in Berching 1367-1390
      - Elisabeth, Äbtissin Kloster Obermünster Regensburg 1347-1364/65
      - Anna, Äbtissin Kloster Pielenhofen, 1335
      - Adelheit, um 1350, verh. Judmann zu Rohrenfels
      - Hans I., genannt „alter Hans“ von Parsberg (genannt ab 1350, † 1398), Pfleger zu Lupburg, Hersbruck und Hemau
        - Friedrich IV. († 31. Dezember 1449), als Fürstbischof von  Regensburg Friedrich II. (1437–1449)
        - Hans II. zu Parsberg, genannt „Ritter Hans“; Gründer der Pfarrei 1444 († 1469)
          - Haug I. zu Parsberg († vor 1480)
            - Kunigunde
            - Wolfgang I. zu Parsberg († 1513), Schultheiß von Nürnberg (1492–1499) ⚭  Margarethe Agnes von Wildenstein
              - Gilg (Egid) zu Eglofsheim, Pfleger zu Hemau (†≈1541) ⚭ 1) Katharina v. Rohrbach 2) Magdalena v. Seckendorff († 1565)
                - Otto Heinrich († 25. Dezember 1573), verh. mit Rosina von Parsberg zu Flügelsberg († 1573), keine Kinder - Sohn von 2)
                - Margarethe († 1557) ⚭ Hans Joachim I. von Bertolzhofen († 1563), Tochter von 1)
                - Barbara, Tochter von 1)

            - Haug II. von Parsberg († 1554), Schultheiß von Nürnberg 1548-1554 (steht hier falsch! Ist Sohn von Wolfgang I.!!) ⚭ Katharina von Trugenhofen († 1578); Heirat im Jahr 1533
              - Hans Albrecht  (verst. vor April 1566)   2.Hans Christoph († 16.12.1566 in Enns/OÖ.)     3. Sebastian Haug (verst. vor 1568) 4. Katharina, verh. mit Hans Wolf Zenger 5. Margreth, verh. mit Wolf Wilhelm von Wildenstein

        - Werner I. zu Lupburg, Reichsschultheiß in Nürnberg (1442- † 1455)
          - 3 Töchter unbekannten Namens
          - Heinrich V., Domherr zu Regensburg
          - Werner II., Dänemark, Schweden († 1484 in Holboeck/Dänemark)
            - Jörgen
            - Chonnes
            - Werner Niklaus
              - Nachfolger: Hans, Preben, Niclas, Mandara, Georg, Christian, Claus, Christoffer, Graf in Kopenhagen (1671), Waldemar, Anna, Sophie, Ingeborg, Anna, Rittmeister Rantzow von Parsberg (1730), vermutlich letzter Parsberger in Dänemark; über einen unehelichen Sohn (* 1721) von Christian Parsberg besteht die Linie auch heute noch!

          - Friedrich V. zu Lupburg und Rohrenfels, Pfleger zu Hersbruck, Altdorf und Hohenburg (†≈1499)
          - Hans III. zu Flügelsberg, Pfleger zu Nassenfels († 1532?)
            - Eberhard, Domherr zu Regensburg († 1517)
            - Gabriel zu Waffenbrunn († 1532)
              - Bernhard, gefallen in Ungarn
              - Barbara
              - Margarethe

            - Sebastian, Pfleger zu Hemau († 1525)
              - Werner III.
              - Thekla
              - Barbara

            - Jörg (Georg) III. zu Lupburg und Neunussberg, Pfleger zu Kelheim und Hirschberg († 1509)
              - Hans IX., Domherr zu Regensburg († 1608)
              - zwei Söhne unbekannten Namens

            - Hans IV., Pfleger zu Hohenburg (1508)
              - Friedrich, gefallen in Ungarn
              - Hans Haubold (†  1549 in Hohenburg)
              - Christoph III., Domherr zu Regensburg († 1557)
              - Hans Joachim zu Flügelsberg, Pfleger zu Stadtamhof († 1579)
                - drei Töchter

        - Konrad IV., Hofmeister der Herzogin von Lothringen († 1438)
          - Erard (genannt 1457–1475)
          - -  Sohn André († vor 1532)
          - - illegitimer Sohn  (von André!) Paris (genannt 1521)
          - - Tochter Madeleine de Bidos (1496)

        - Georg I., Domherr in Freising († 1414 beim Konzil zu Konstanz) - dieser Domherr hatte natürlich keine Kinder: Die Töchter sind Töchter von Hans (1), Heinrich (4) Sohn von Dietrich (1)
          - Heinrich IV., Pfleger zu Hirschberg (1426)
          - fünf Töchter (Margarethe, Braxedis, Elsbeth, Anna, Veronika Osanna)

        - Christoph I. zu Lupburg († 1462), 1439-1447 Kammermeister König Christoph III. von Dänemark, Schweden, Norwegen
          - drei Töchter unbekannten Namens
          - Christoph II., Landrichter und Pfleger zu (Burg-)Lengenfeld
            - Barbara
            - Katharina
            - Hans V., Domherr zu Regensburg
            - Georg III. zu Lupburg und Naabeck (1518), Pfleger von Schwandorf 1489-1498
              - Hans VI., Domherr zu Regensburg (1557)
              - Wolf(gang) II. zu Münchshofen (1559)
                - Kaspar, Domherr zu Eichstätt († 1554; in der Naab ertrunken)
                - Hans VIII., Domherr zu Regensburg († 1588)
                - Hironymus (gefallen 1566 in Ungarn)
                - Margareta, Klosterfrau
                - Philipp († 1593), Domherr zu Regensburg
                - Anastasia, Klosterfrau

              - Georg IV. zu Lupburg (genannt 1525- † 1552)
                - Hans VII., Domherr zu Regensburg († 1558)
                - Hans Sigmund auf Warth († 1587)
                  - Eva († 1641), verh. mit Hans Sigmund Notthafft († 1532) von Wernberg auf Warth
                  - zwei jung verstorbene Söhne

                - Hans Georg zu Hirschling († 1587)
                  - Hans Wilhelm zu Parsberg (* vor 1537–1634) - keine Kinder
                  - Anna Rufina von Parsberg († vor 1630), verheiratet mit Adam Freiherr von und zu Flitzing († 1630); sieben Kinder; überlebende Tochter Maria (1606–1686) verheiratet mit Franz Graf von Lodron (1596–1666); sechs Kinder; zahllose lebende Nachkommen
                  - Hans Christoph zu Parsberg (*vor 1587–1636)
                    - Anna-Christina Freiin von und zu Parsberg († 13. Mai 1696), verh. Freifrau von Egg
                    - Hans Werner Freiherr von und zu Parsberg und Hirschling (1622–1703)
                      - Johann Adam Franz († 1652)
                      - Johann Bernhard (1653)
                      - Maria Franziska (1655)
                      - Adam (1656)
                      - Johann Wilhelm Freiherr von und zu Parsberg (1657–1694), Pfarrer in Parsberg 1683–94
                      - Sophie Julie (1658)
                      - Johann Ludwig (* 1659, †)
                      - Johann Rudolf (1660–61)
                      - Johann Wolfgang Freiherr von und zu Parsberg (1660 - 1730) - Erlöschen der bayerischen Parsberger im männlichen Zweig
                      - Maria Theresia (1661)
                      - Anna Christina (1663–1694)
                      - Anna Eva (1664–1666)
                      - Joseph Wilhelm Freiherr von und zu Parsberg (1670–1710)
                      - Franz Albert Reimund Freiherr von und zu Parsberg (1672–1696)